# زبان مبتنی بر شئ
زبان مبتنی بر شئ (به انگلیسی: Object-based language) ممکن است در یک مفهوم فنی، برای توصیف هر زبان برنامه‌نویسی که از ایده کپسوله‌سازی وضعیت و عملیات درون «اشیاء» استفاده می‌کند بکار رود. زبان‌های مبتنی بر اشیاء، نیازی به پشتیبانی از وراثت یا زیرگروه ندارند و زبان‌های برنامه‌نویسی که از این ویژگی‌ها استفاده می‌کنند زبان شئ‌گرا محسوب می‌شوند. گرچه زبان‌های مبتنی بر اشیاء که از ویژگی وراثت یا زیرگروهی پشتیبانی نمی‌کنند زبان‌های شئ‌گرای واقعی انگاشته نمی‌شوند. نمونه‌هایی از زبان‌های شی‌گرا شامل: سیمولا، آبجکتیو-سی، ایفل، پایتون، روبی، جاوا، ویژوال بیسیک دات‌نت، سی شارپ و فورترن و زبان‌های مبتنی بر اشیا شامل: ایدا و ویژوال بیسیک هستند. گاهی از اصطلاح «مبتنی بر شی» برای زبان‌های بر پایه پیش‌نمونه که از زبان‌های شئ‌گرای واقعی بدون کلاس محسوب می‌شوند نیز استفاده می‌شود. زبان اسکریپت‌نویسی؛ جاوا اسکریپت، نمونه‌ای از زبان‌های بر پایه پیش‌نمونه هستند.